# Sebastian Omlor
Sebastian Omlor (* 1981 in Neunkirchen (Saar)) ist ein deutscher Jurist und Hochschullehrer an der Philipps-Universität Marburg.

## Leben
Omlor legte 2001 sein Abitur am Johanneum in Homburg ab. Nach dem anschließenden Zivildienst begann er 2002 ein Studium der Rechtswissenschaften an der Universität des Saarlandes. Während seines Studiums arbeitete er als studentische Hilfskraft von Stephan Weth an dessen Lehrstuhl. 2007 legte er sein Erstes Juristisches Staatsexamen in Saarbrücken ab. In der Folge war Omlor am Lehrstuhl von Michael Martinek als wissenschaftlicher Mitarbeiter, später, nach seinem Zweiten Staatsexamen 2010, als akademischer Rat tätig. Sein Rechtsreferendariat hatte er im Bezirk des Oberlandesgerichts Zweibrücken abgeleistet. Bereits 2008 hatte er in Saarbrücken den Titel Master of European Laws erworben. 2009 promovierte er unter Martinek zum Dr. jur. Diese Arbeit erhielt den CMS-Hasche-Sigle-Preis. Von 2011 bis 2012 war Omlor als Research Assistant bei Marcel Kahan an der School of Law der New York University tätig. Dort erwarb er 2012 den Titel Master of Laws. Danach kehrte er an die Universität des Saarlandes zurück, wo er sich 2013 habilitierte. Damit einher ging die Verleihung der Lehrbefugnis für die Fächer Bürgerliches Recht, Handels-, Gesellschafts- und Wirtschaftsrecht, Internationales Privatrecht, Europarecht und Rechtsvergleichung.
Im Wintersemester 2013/14 und dem darauffolgenden Sommersemester vertrat er einen Lehrstuhl an der Universität Heidelberg, zum Wintersemester 2014/15 wechselte er an die Universität Freiburg, wo er ebenfalls ein Jahr lang einen Lehrstuhl vertrat. Zum Wintersemester 2015/16 erhielt er mehrere Rufe auf einen ordentlichen Lehrstuhl. Die Rufe der EBS Universität für Wirtschaft und Recht und der Universität Halle-Wittenberg lehnte er ab; den Ruf der Universität Marburg nahm er an, wo er seitdem den Lehrstuhl für Bürgerliches Recht, Handels- und Wirtschaftsrecht, Bankrecht sowie Rechtsvergleichung innehat. Seit 2018 ist Omlor zudem (Gründungs-)Direktor des Instituts für das Recht der Digitalisierung (IRDi).

## Werke (Auswahl) und Herausgeberschaften
- Verkehrsschutz im Kapitalgesellschaftsrecht. Ein Beitrag de lege lata et ferenda zum System des gutgläubigen Erwerbs von GmbH-Geschäftsanteilen. Duncker & Humblot, Berlin 2010, ISBN 978-3-428-13192-1. (Dissertation)
- Michael Martinek & Sebastian Omlor: Grundlagenfälle zum BGB für Anfänger. 2. Auflage. C.H. Beck, München 2011, ISBN 978-3-406-62685-2.
- Michael Martinek & Sebastian Omlor: Grundlagenfälle zum BGB für Fortgeschrittene. 2. Auflage. C.H. Beck, München 2011, ISBN 978-3-406-62686-9.
- Geldprivatrecht – Entmaterialisierung, Europäisierung, Entwertung. Mohr Siebeck, Tübingen 2014, ISBN 978-3-16-152981-8. (Habilitationsschrift)